# Koh Samui
Koh Samui (Ko Samui) er med sine 228,7 km² den næststørste ø i Thailand, efter Phuket. Koh Samui og hendes 80 søstre, som er de mange andre øer i marineparken ud for Bandon Bay, hører til provinsen Surat Thani. Koh Samui ligger cirka 35 kilometer nordøst for Surat Thani by (9°N, 100°E) og omtrent 700 km syd for Bangkok. Øen er omkring 25 km bred. Øens befolkning udgør ca. 60.000 fastboende, men den besøges hvert år af omkring tre millioner turister (2023). Samui, som den blot kaldes blandt de lokale, er kendetegnet ved natur, strande og kokosnødde plantager. Ved de omkringliggende øer er der gode muligheder for sportsdykning (Scuba diving).

## Historie
Koh Samui var oprindeligt beboet af et mindre antal malayere, muligvis helt tilbage fra stenalderen, ifølge nyere arkæologiske fund fra 2000. En bronze-tromme fundet i 1977 stammer fra Dong Son-kulturen i Vietnam (500 f.Kr. til 200 f.Kr.). Fra det 7. til det 14. århundrede var Surat Thani, det nærmeste befolkningscenter på det thailandske fastland, en del af Srivijaya-kongeriget, skønt ingen skriftlige optegnelser nævner Samui eller omkringliggende øer i denne periode. Øerne dukkede først op på kort fra det 16. og 17. århundrede, Samui undertiden markeret som Pulo Cornom.
Lokal folkehistorie beretter, at øen har været genstand for besøg af kinesiske købmænd for så langt tilbage som for 1500 til 2000 år siden. Det første kort med øen, dog uden navn, er et kinesisk, som dateres til 1687. I slutningen af den såkaldte Ayutthaya-periode, omkring 1700-tallet, bosatte en gruppe kinesere fra øen Hainan sig og de har givet Samui et stærkt kinesisk kulturislæt.
Navnet Samui tilskrives udtrykket »Sa Boey!«, der udtales som »Sa Mui«, som blev brugt af hainanesiske søfolk med meningen "sikker havn" (safe harbor), når de fik øje på fast land, tilsvarende udtrykket »Land Ahoy«. En anden mulig forklaring er, at øen er opkaldt efter en lokal træsort, kendt som Ton Mui. Koh er det thailandske ord for ø.
Mange hainanesere udvandrede til Sydøstasien under kolonitiden og såvel købmænd som fiskere vidste, hvilke afgrøder der skulle dyrkes for at overleve. På Koh Samui blev det bomuld, som også blev øens første eksportartikel. Igennem flere år sejlede man den rå bomuld tilbage til Kina på specielbyggede både. Desværre var eksporteventyret ret kortlivet, da bomuldsplanterne blev angrebet af orm og høsten fuldstændig ødelagt. Da det var umuligt at stoppe skadedyrene skiftede kineserne hurtigt 'forretningsplan' og begyndte at dyrke kokosnødder i stedet, som siden er blevet kendetegnet for Samui. I takt med at kokosnøddeplantagerne voksede, blev der livsgrundlag for en større befolkning og endnu en hainanesisk invasion fandt sted under kong Rama IIIs regeringsperiode (1824-1851), da kineserne syntes øen mindede dem om deres oprindelige hjemsted, den kinesiske ø Hainan. De byggede specielle både, kendt som Panuk Lang Si, der kunne transportere kokosnødderne nordpå, til det som dengang var 'den civiliserede verden'.

## Turisme
Koh Samui blev besøgt af 2,5 millioner udenlandske turister i 2019. Gennemsnitligt regnes en udenlandsk turist at bruge mellem 7.700 og 8.200 baht om dagen (cirka 1.500 til 1.600 kroner). I 2023 forventes turistantallet at overstige 2,5 millioner. Kun cirka 10 procent af turisterne er kinesere, hovedparten kommer fra Europa, Israel og Australien. Øen tiltrækker primært uafhængige rejsende i modsætning til store turgrupper, en tendens, der almindeligvis ses andre steder. I 2023 genererede øens turisme genererede en omsætning på omkring 37 Milliarder baht (cirka 7,4 milliarder kroner). Samui har i 2024 30.000 hotelværelser og 50 daglige flyankomster, med mulighed for at øge antallet til 73, foruden færge- og bådforbindelser til fastland og naboøer.
Frem til 1970'erne var Koh Samui en for turister fuldstændig ukendt ø, der primært ernærede sig af kokosnød dyrkning og noget fiskeri, foruden enkelte gummi- og frugtplantager. Der fandtes ingen veje og en rejse fra den ene side af øen til den anden, for eksempel fra Maenam til Lamai, var en hel dags vandring gennem bakker og bjergenes jungle midt på øen. Eneste transportmulighed til og fra Samui var med kokosnød-fragtbådene. Sådan oplevede en lille gruppe tyske ryksæksrejsende øen, som de senere skrev en artikel om i en rejseguide. Denne uspolerede ø med bugter af hvide sandstrande og kokosnøddepalmer tiltrak andre unge rejselystne. Snart byggede de lokale små primitive kokosmåtte-stråtækte bambushytter på strandene, som 'de fremmede' kunne overnatte i. Det er fra denne tid Samui fik et ry som et 'hippie paradis'.
I de følgende to årti gennemgik Samui en rivende udvikling, hvor der blev bygget veje og de første biler ankom, rigtige turist-resorts blev anlagt, færger og passagerbåde begyndte at sejle dagligt fra Don Sak og Surat Thani på fastlandet. I 1989 åbnede et lille flyselskab, Bangkok Airways, den første flyrute fra Bangkok til Samui, hvor de landede på deres egen private flyveplads, Big Buddha Airport – i dag Samui International Airport (USM) – den egentlige turisme begyndte for alvor.
De mest kendte strande er Chaeweng Beach og Lamai Beach på østsiden, men også Maenam Beach, Bo Phut Beach, Bang Rak (Big Buddha) og Choeng Mon mod nord er blandt de populære. De vestlige og især sydlige strande er stadig forholdsvis ubebyggede. Øen kendetegnes ved, at lokaladministration i sin tid besluttede, at ingen bygninger må være højere end palmerne – senere erstattet af ganske stramme bygningsregulativer for at bevare indtrykket af en idyllisk kokosnøddepalmeø.
Samuis turisme i dag er dels en stor gruppe yngre gæster – typisk koncentreret i Chaweng, hvor der foruden strand er et udpræget natteliv med caféer og musiksteder – dels gæster på en lang række primært helse-spa og luksusresorts, spredt over det meste af øens kystlinje. Helse, meditation, spa og yoga har gennem adskillige år været Samuis kendemærke, angiveligt et levn fra hippie-kulturens New Age indflydelse. De mange femstjernede luksusresorts har givet Samui et ry som 'de moderne jetsetters destination', men der kommer også mange børnefamilier og ældre par. Bryllups-turisme er også blevet populært, hvor mange par afholder deres bryllup på øen – alt lige fra et idyllisk strandbryllup til et mere avantgarde undervandsbryllup, hvor såvel brudepar som gæster er iført dykkerudstyr. Et stigende antal turister kommer fra Asien.

## Transport
Koh Samuis infrastruktur består af Ringvejen, som er en ca. 52 km lang cementbelagt vej rundt om øen langs eller tæt på kysten, hvorfra der udgår biveje, blandt andet til de to mest populære feriebyer Chaweng Beach og Lamai Beach. Midten af øen er næsten ubeboet bjergområde med jungle. Der er en cementvej fra Maenam (soi 1) over bjergene til Lamai, ellerser det grusveje gennem bjergene, fortrinsvis kun farbare med firehjulstrækkere.
Den lokale transport varetages, foruden taxi, om dagen af såkaldte songthaews, der er en pickup-bil med to rækker sæder på ladet. De kører i rutefart og fungerer som en slags busser med faste takster. Om aftenen er der alene taxi transport, hvor også songthaew-bilerne kører som taxi – dog uden meter, så prisen skal aftales i forvejen, det gælder også ofte for taxier med meter. Mange hoteller og resort har en minibus service til gæsterne, blandt andet transfer til lufthavnen, som også har en minibus service med faste priser for ankomne passagerer.
En anden transport mulighed er, at leje bil eller motorcykel, sidstnævnte er meget populært på Samui. Der er venstrekørsel i Thailand og den thailandske trafikkultur afviger også en hel del fra den, man kender hjemmefra. Man kan ikke være sikker på, at et lejet køretøj har anden forsikring end den lovpligtige – og den dækker nærmest ingenting. Der skrives advarende artikler mange steder om at begive sig ud i den thailandske trafik på egen hånd – i særdeleshed motorcykel-trafikken på Samui – så husk en god rejseforsikring og et internationalt kørekort.
Ved hovedbyen Nathong mod vest, hvor de lokale administrationskontorer ligger, sejler hver time to bilfærgeruter til Don Sak på fastlandet. Desuden findes et antal mindre bådruter samt en katamaran-passagerfærge. Fra Maenam-stranden er der dels den oprindelige bådforbindelse til naboøen Koh Phangan, dels en katamaran-rute, der sejler videre til Koh Tao og Chumphon på fastlandet. Fra Bang Rak er der forbindelser til Koh Phangan og Koh Tao.
Der er muligt at rejse til Koh Samui med fly eller tog til Surat Thani og derfra videre med færge. En anden mulighed er en af flere direkte busfordindelser fra Bangkok. Rejsetiden fra Bangkok er mellem 10 og 15 timer, afhængig af rute. De fleste turister vælger fly direkte til Samuis internationale lufthavn ved Big Buddha (USM), hvorfra der dagligt er omkring 30 afgange til Bangkok (ca. 1 times flyvetid), samt forbindelser til Phuket, Krabi, Chiang Mai og Pattaya, foruden internationale ruter til Hong Kong, Kuala Lumpur og Singapore, samt Kina. Lufttrafikken varetages primært af Bangkok Airways, der ejer lufthavnen, men også i såkaldt code share med en række andre selskaber. Desuden har Thai Air en rute fra Bangkok, som dog standsede i 2018, da Thai Air har indgået codeshare aftale med Bangkok Airways.  I 2017 handlede lufthavnen 2.633.801 passagerer fordelt mellem indenrigs og udenrigs fly, passagertallet for 2023 var 3.541.821. Lufthavnen har kapacitet til 16.000 passagerer om dagen eller seks millioner om året. I 2024 var der 11 ruter til og fra USM med selskaberne Bangkok Airways, Scoot Airlines, Tibet Airlines, West Air og Chengdu Airlines. Lufthavnen har 50 fly-afgange om dagen, planlagt udvidet til 73.

## Klima
Koh Samui har tropisk monsun klima med to årstider: sommer (tør periode) og regntid. Den tørreste måned er februar, hvor gennemsnitsnedbøren er under 60 mm, men som den tørre sommer regnes normalt perioden fra midten af januar til midten af april, månedsgennemsnit cirka 75 mm. Oktober til december er de vådeste måneder med en gennemsnitsnedbør fra 210 til 490 mm. De øvrige måneder har normalt cirka 120 mm regn. Årsgennemsnittet er knap 2.000 mm, hvilket er relativt tørt i forhold til Phuket og det øvrige sydlige Thailand. Regnen falder oftest som kraftige tropiske byger af 20-60 minutters varighed, dog kan der være længerevarende regn i flere dage under monsunen, hvor det også stormer, typisk varende et par uger i perioden fra oktober til december.
Gennemsnits dagtemperatur svinger fra 29 °C til 30,5 °C fra oktober til februar, og 30,6 °C til 32,6 °C den øvrige tid. Gennemsnits nattemperatur ligger året rundt mellem 24,1 °C og 26,1 °C, koldest november til januar. Årsgennemsnit er 31,0 °C om dagen og 25,0 °C om natten.
| Måned                           | Jan  | Feb  | Mar  | Apr  | Maj   | Jun   | Jul   | Aug   | Sep   | Okt   | Nov   | Dec   |
| ------------------------------- | ---- | ---- | ---- | ---- | ----- | ----- | ----- | ----- | ----- | ----- | ----- | ----- |
| Gennemsnitlig høj temperatur °C | 29,0 | 29,4 | 30,6 | 32,0 | 32,6  | 32,5  | 32,2  | 32,1  | 31,7  | 30,5  | 29,6  | 29,2  |
| Gennemsnitlig lav temperatur °C | 24,2 | 25,0 | 25,6 | 26,1 | 25,7  | 25,5  | 25,1  | 25,2  | 24,8  | 24,3  | 24,1  | 23,9  |
| Nedbør i millimeter             | 86,2 | 54,4 | 80,8 | 83,1 | 155,9 | 124,1 | 116,3 | 110,9 | 121,7 | 309,8 | 506,6 | 210,3 |

## Administration
Koh Samui, inklusive marineparken Ang Thong øhavet, er et amphor (sammenlignelig med en slags amt eller region) under provinsen Surat Thani. Hele øen har imidlertid fået staus som én by, hvilket giver en øget økonomisk selvstændighed i forhold til provinsen. Øen er yderligere inddelt i syv tesaban mueang (sammenlignelig med kommune), tal i parentes angiver registrerede indbyggere 2014:
| 1. Ang Thong (12.028) 2. Lipa Noi (5.139) 3. Taling Ngam (5.871) 4. Na Mueang (4.937) 5. Maret (8.809) 6. Bo Phut (18.323) 7. Maenam (8.485) |

Administrations kontorerne ligger i byen Nathon, på den vestlige side af Samui.

## Skoler og videregående uddannelser
Samui har adskillige statsskoler med Anuban 1-3, hvilke er børnehaveklasser (Kindergarten K1-K3) og 6 års grundskole Prathom (Primary), P1-P6, samt mellemskole Matthayom M1-M3 (lower secondary) og gymnasium M4-M6 (higher secondary).
Desuden findes der (pr. 2021) syv privatskoler, hvoraf to er bi-lingual (English Program), Saint Joseph i Nathon og Oonrak i Maenam, og fem er internationale skoler, International School Samui (ISS) i Bo Phut, Panadee (Britisk skole) i Chaweng Noi (Bo Phut), Lamai International School (LIS) i Lamai, Greenacre International School i Na Muang, Windfield International School i Lamai og L’Ecole Française Internationale de Koh Samui (fransk i samarbejde med Windfield) i Lamai.
Siden 2008 har Samui tillige et internationalt universitet ved Chaweng (Bo Phut), International School of Tourism (Samui Island), en afdeling af Suratthani Rajabhat University.
I 2017 åbnede Bhavana Bodhigun Vocational College (dansk: Bhavana Bodhigun Erhvervsskole), der er gratis uddannelse, inklusive ophold, i madlavningskunst og ernæring, kinesisk og engelsk sprog, turisme, hotelstyring, informationsteknologi og regnskab. Uddannelserne er baseret på kombination af teori og praktik. Uddannelsessted og kollegium, der har studerende fra hele Thailand, er en hel lille by beliggende i Na Muang, bygget og drevet via donationer fra nogle af nationens største virksomheder, samt udenlandske bidrag fra blandt andre Israel.

## Demografi
Indbyggerantallet på cirka 62.000 dækker de registrerede indbyggere. Tælles de mange arbejdere inderfor især turistindustrien og byggevirksomheder med, samt fastboende udlændinge og anslåede uregistrerede arbejdere og udlændinge, blev indbyggertallet opgjort til 125.229 personer i forbindelse med Covid-19-vaccinationer i 2021. Forskellem mellem registrerede og anslåede indbyggertal skyldes blandt andet det thailandske administrations system, hvor folk er registreret til et hus i hjemprovinsen, selv om de arbejder og bor i en anden provins. Der er store sociale forskelle i øens befolkning.
Den kinesiske indvandring præger fortsat Koh Samuis lokale kultur, selv om den er smeltet sammen med thai-nationens kultur. Den hainanesiske byggestil blev imidlertid tidligt opgivet til fordel for den thailandske, så de gamle træhuse, der stadig ses i Nathon, Maenam landsby, Fisherman Village i Bo Phut bugten og i særdeleshed i Muslim Village syd for Lamai, er typisk sydthailandsk stil. Til gengæld findes der nogle få kinesiske templer, såkaldte Hainan-templer, en religion kinesiske indvandrere bragte med sig fra øen Hainan, blandt andet et smukt lille i Maenam og et større i Nathon. Desuden er der den store Wat Nuan Naram ved Plai Laem, med imponerende kæmpestatuer af kinesernes Budai Buddha – ikke at forveksle med thaiernes historiske Gautama Buddha – og den 18-armede gudinde Guan Yin. I Lamai findes tillige en kinesisk Guan Yu-helligdom. Den kinesiske nytårsfest i februar fejres også er flere steder og er nærmest en turist-seværdighed.
Der er omkring 100 kinesiske familier på øen og de fleste er i dag ganske velhavende, dels fra forretning og dels fra salg af de områder, der nu udgør turistbyerne og de mange resorts. Der blev hentet arbejdskraft på fastlandet til kokosnøddeplantagerne og senere, da turismen opstod, kom det meste af arbejdskraften fra det nordlige Thailand. Der er også en del gæstearbejdere fra Burma (Myanmar) og Laos, især inden for byggevirksomhed. Der er tillige et lille fredeligt muslimsk samfund med en moske i fiskerlandsbyen Hua Thanon, oftest benævnt som Muslim Village, samt et par kristne menigheder (kirker) i Nathon og Chaweng. Øens kultur og religion er således ganske blandet, men helt overvejende buddhistisk.

## Lokal kultur

### Lokale højtider
Mange af de vestlandske højtider er 'importeret', så der fejres Valentinsdag (Valentine's Day), Allehelgensaften (Halloween), jul og nytår – sidstnævnte kun én af hele tre nytårsfester. Desuden er der en række Buddha-dage i forbindelse med fuldmåne, hvor banker og offentlige kontorer er lukket samt det meste af nattelivet, da der ikke udskænkes alkohol. Naturligvis respekteres dronningens og kongens fødselsdage på samme måde.
- Februar: Kinesisk nytår (datoen afhænger af månens faser og kan variere fra slutningen af januar): - der fejres over tre dage, afsluttende med masser af knaldfyrværkeri i forbindelse med rensning af husene, hvilket kan være et ganske spektakulært show, hvori også indgår drage og løver.

- 13. April: Thai-nytåret Song Kran,

- er ligesom det kinesiske, en symbolsk rensning, blot høfligt med vand. Som det vesterlandske, begynder festen allerede aftenen før, altså den 12. april. Der 'leges' med vand, så forvent at blive meget våd både om aftenen og hele den følgende dag, hvor mange af de lokale kører øen rundt og ønsker godt nytår med lidt babypudder og blide vandstænk – eller udkæmper en regulær vandkrig, som det efterhånden har udviklet sig til. Vær forberedt på trafikkaos denne dag.
- November: Loy Krathong (datoen afhænger af fuldmåne),

- som er en hyldest til flodens gudinde, hvor der sættes (loy) små bananpalmebåde (krathong) med blomster, røgelsespinde og lys i vandet. På Samui valfarter de lokale og mange turister til Chaweng-søen, hvor der samtidigt er aftenmarked med et stort udvalg af lokal mad. Det er en tradition at spise på markedet og følge kåringen af den smukkeste kvinde, miss Loy Krathong. Kvinderne bærer typisk langt silkedress. Der er også kåring af den flotteste krathong. På flere af turiststrandene, fx i Lamai og Maenam, sættes de små bananpalmebåde i havet. En nyere populær tradition er desuden at opsende kinesiske lanterner, varmluftballoner fremstillet af rispapir.
Mange af templerne afholder på skift aftenmarked, typisk en uges tid ad gangen, hvilket kan være en oplevelse at besøge. Ud over handel til lokale priser er der også optræden med dans og musik fra en eller flere scener, ud på aftenen typisk thai-pop.

### Lokal mad
På grund af den sammensatte befolkning, repræsenterer de lokale spisesteder en variation af hele landets madkulturer, snare end alene sydthailandsk. Maden kan, i modsætning til turist-restauranter, ofte være stærkt krydret. Gadekøkkener med suppe er meget populære og her krydrer gæsten selv den stærke chili. Hot Pan er en anden populær specialitet, restauranter med en stor buffet og en trækulsfyret grill på hvert bord, hvor gæsterne selv tilbereder maden. Buffeten indeholder masser af grøntsager, fisk og kød, hvor noget kan være lidt eksotisk, vesterlandsk betragtet. Nogle restauranter er specialiseret i det ret så krydrede isaan-køkken – Isaan er et stort plateau nordøst for Bangkok, hvor omkring 1/3 af landets befolkning bor – mens andre i det kinesisk inspirerede, traditionelle thai-køkken. Ud over de lokale madsteder findes en lang række, ofte udenlandsk prægede restauranter, primært for turister og den mere velstillede befolkning. Samui nævnes som værende i gastronomisk topklasse.

### Lokaleseværdigheder
Koh Samui har omkring 30 thai-buddhist templer foruden seks kinesiske. Ethvert tempel har sin egen historie og flere af dem er, ligesom øens natur, et besøg værd.
- Big Buddha

Wat Phra Yai ved Bang Rak huser den 12 meter høje, forgyldte Big Buddha-statue, der sidder på en lille klippeø, Koh Fan, ud for kysten. For turister nok synonymt med seværdigheden på Samui. Tempelkomplekset huser både restauranter og et lille forretningskvarter.
Koh Fan kan oversættes som Hjorteøen, da hjorte svømmede derud, hvis de blev jaget – der var ingen fast forbindelse til Samui, så man kunne kun komme til templet på Koh Fan ved at sejle derover – det var templet, hvor døde børn blev kremeret. Senere blev der etableret en dæmning til øen og den store Buddha-figur blev rejst i 1972.
- Budai, kinesisk Buddha

Wat Plai Laem ligger en smule nordøst for Big Buddha. Her er et par store statuer af den den kinesiske Budai Buddha og 18-armede gudinde Guan Yin. Budai, ofte kaldt den leende Buddha, er en munk, der ifølge kinesisk historie levede i 900-tallet, og bør ikke forveksles med den historiske Guatama Buddha.
- Den mumificerede munk

Wat Khunaram nær ved Muslim Village (Hua Thanon) er et lille tempel, men kendt for den unikke mumificerede munk, Loung Por Daeng, som forudsagde sin egen dødsdato i 1973. Han døde som 79-årig, men hans legeme forblev intakt, så i dag sidder han der stadig i sin meditationsstilling. Illustreret Videnskab skrev en lille artikel om ham og en teori er, at han gennem en månedstid før sin død indtog udtørrende kemikalier, hvilke medførte en smertefuld levende mumificering af legemet.
- Hin Ta Hin Yai

Den attraktion, thai-turisterne absolut skal se, er Bedstefar og Bedstemor (hin ta & hin yai), et klippeparti lige syd for Lamai. Historien er, at et ældre par, Ta Kreng og Yai Riem, besluttede at sejle til naboprovinsen for at anmode manden Ta Monglai om tilladelse til, at hans datter kunne gifte sig med parrets søn. En storm blæste op og båden forulykkede. Da parret ikke kunne svømme, druknede de og blev forvandlet til stenstøtter, som bevis for deres sande hensigt over for brudens forældre.
- Hua Thanon

Muslim Village (Muslimlandsbyen) syd for Hin Ta Hin Yai er oprindelig en bosættelse af malaysiske immigranter fra omkring 1890. Byens erhverv er fiskeri, og den har en havn og et marked, hvor fisk og andre varer sælges. Indbyggerne er overvejende muslimer, omkring 600 i 2008, Samuis første og største moske ligger ved Hua Thanon. Det gør også en ny helligdom for Guan Yu, en kinesisk militær general fra omkring år 200, der fortsat tilbedes af mange kinesere. Selv om Guan Yu-templet i Hua Thanon er noget mindre end tilsvarende helligdomme i Kina, er det et imponerende syn.
- Vandfald

Samui har adskillige vandfald. Mest kendt er Namuang mod syd, som egentligt er to vandfald, hvor det 18 meter høje #1 er nemmest at besøge. Her er der også mulighed for en svalende svømmetur i det klare kølige vand eller et elefant-trek i junglen. Ved #2, lidt længere oppe, findes en lille Zoo, Namuang Safari Park, med dyreforestillinger og mulighed for elefantridetur, men der en pæn spadseretur til selve det 80 meter høje fald.
- Tigershow

Samui Aquarium & Tiger Zoo syd for Muslim Village har et dagligt show med søløver, fugle og kongelige bengalske tigre, dog ikke ved regnvejr.
- Krokodille og slangefarm

Tæt på lufthavnen ligger en krokodille farm, hvor der dagligt er et par forestillinger med såvel krokodiller som slanger.
- Magic Garden

Den hemmelige Buddha-have ligger i bjergene midt på øen og kan være vanskelig at finde på egen hånd. Haven blev påbegyndt af en lokal frugt-farmer, Nim Thongsuk, tilbage i 1976. Han var dengang 77 år. Haven indeholder en samling af mytologiske stenfiguer og Buddha-statuer.
- Buffalo Fighting

Er man til udpræget lokal kultur kan en buffalokamp være en oplevelse. Det må ikke forveksles med tyrefægtning, det er en ganske ublodig kamp mellem to vandbøffel tyre, indtil den ene ikke gider mere og trasker væk. De lokale går derimod meget op i kampen og indgår ofte vædemål på ret så store beløb om, hvem der vinder. Der er adskille Buffalo Fighting stadions (kampladser) på øen.
- Thaimassage

Den traditionelle Wat Po thaimassage (akupressur) er sammen med aromaterapi en integreret del af behandlingen på mange provinshospitaler. Det kan være enten kropsmassage, oliemassage eller fodmassage (zoneterapi). Afslappende thaimassage eller fodmassage tilbydes på stranden, på de fleste resorts og i de mange massageforretninger i gaderne.

### Udflugts muligheder
Der er forskellige udflugtsmuligheder på såvel Koh Samui som til de omkringliggende øer. Nærmere detaljer kan findes i foldere på de fleste hoteller eller hos touragenter (rejsebureau), som også kan booke plads.
- Øen rundt (Around the Island)

En halv- eller heldagstur, hvor de gængse attraktioner besøges, typisk inkluderes Big Buddha, Plai Lem-templet, Hin-ta Hin-yai klipperne, Den mumificerede Munk, og et vandfald med mulighed for elefant-ridning.
- Mountain trek

Flere arrangører kører med jeeps eller Land Rovers trek i bjerge og jungle midt på øen. Ofte indgår nogle af seværdighederne i turen.
- Koh Nangyuan

Havmågeøen er tre små fredede klippeøer sammenføjet af en hvid koral-sandstrand, midt i et levende koralrev, nord for øen Koh Tao. Badning og snorkling blandt tropefisk. Det er en heldagsudflugt med speedbåd eller katamaran-færge.
- Ang Thong

Ang Thong Marine National Park er et 102 kvadratkilometer stort øhav med 42 øer af 260 millioner år gammel kalksten. Området blev udlagt som marine park i 1980. Inspirationen til Alex Garlands best seller bog fra 1996 The Beach, som blev filmatiseret i 2000, stammer fra Ang Thong. Heldagsudflugten byder blandt andet på mulighed for kanotur og snorkling. Marineparken er lukket i monsun-sæsonen, typisk november-december.
- Børnefamilie aktiviteter

Der findes adskillige børnevenlige halv- eller heldags aktiviteter. De fleste hoteller og resorts har informationsfoldere, og receptionen eller et lokalt turistbureau kan være behjælpelig med vejledning og transport. Der er blandt andet lille en vandpark, Pink Elephant i Maenam; en mini zoo, Namuang Safari Park, med dyreshow ved vandfaldet Namuang #2 på den sydlige del af Samui; minigolf ved Plei Laem (Choeng Mon); forskellige børnevenlige trek med Tree Top Adventure og Cable Ride; og for de lidt større børn og legesyge voksne, findes et par go-kart baner i henholdsvis Bophut og på Chaweng-halvøen. Central Festival butiksarkaden i Chaweng har også en hel del børneaktiviteter, samt biograf hvor normalt vises film med engelsk tale.
- Elefant reservat

Samui Elephant Sanctuary, der åbnede i januar 2018, er grundlagt af Lek, som kommer fra en bjergstamme shamanfamilie (healerfamilie) ved Chiang Mai. Hun er international anerkendt for sit arbejde for asiatiske elefanter, bl.a.. National Geographic, Animal Planet og BBC, og hun blev af Ford Foundation kåret som “Hero of the Planet”. Man kan besøge elefantreservatet efter forudgående reservation, men man kan hverken ride på, eller bade med elefanterne, kun se dyrene boltre sig frit i deres rette elementer. Besøgende kan alligevel komme tæt på dyrene, når de får mulighed for at være med til at fodre dem.

### Sports muligheder
Der afholdes specielle årlige sportsevents indenfor golf, maratonløb, regatta (maj-juni) og triathlon (april).
- Dykning
Der er adskillige dykkermuligheder i havet omkring Samui. Der findes flere dykkerskoler og mange tur-arrangører.
- Fitness
Der findes flere fitness centre, blandt andet i Chaweng (by) og Maenam.
- Golf
Koh Samui har tre golfbaner. Der er to 18-hullers, henholdsvis Santiburi Country Club i bakkerne bag Maenam, der er en 6930 yards kuperet par-72 bane i ATP-turnerings klasse, og Royal Samui Golf & Country Club i bakkerne bag Lamai. Desuden er der Bo Phut Hills Golf Club, som har en noget nemmere 9-hullers, par-3 bane. Der findes tillige to driving range, henholdsvis på Santibury Country Club, og Samui Golf Club & Driving Range i Bo Phut.[40]

- Kitesurfing og Windsurfing
Det er muligt at leje kitesurfing og windsurfing udstyr samt få instruktion ved nogle af strandene.
- Tennis
Flere af hotellerne har private tennisbaner og der findes en klub i Bang Rak.
- Thaiboxing
Muay Thai er landets nationalsport. Der er adskillige bokseskoler på øen, hvor også uøvede kan få mulighed for at forsøge sig under kyndig vejledning. I Chaweng findes to stadions med flere ugentlige kampdage. I Lamai afholdes der thaiboxing hver lørdag aften på torvet.
- Lokale sportsaktiviteter
Efter thaiboxing er fodbold nok den mest populære lokale sport. En åben plads anvendes ofte som fritids foldboldsbane af de lokale. I Chaweng (by) findes et lille, delvis skygge-overdækket, foldboldstadion.
Workout motion til musik er populært og dyrkes i grupper ved solnedgangstid på parkeringspladsen ved mange shopping centre, blandt andet ved Big C i Bo Phut.
Yderst på den gamle havnemole i Nathon er indrettet en offentlig fitness plads med simple motionsmaskiner.

### Turist strandene
Siden de ryksæksrejsende hippier i 1970'erne invaderede Koh Samui og boede i små bambus bungalows på strandene er denne form for ophold blevet kendetegnende for øen. Hovedvejen ligger typisk noget væk fra stranden, så der er blevet plads til ferie resorts direkte på strandsiden. Langt de fleste bygges stadig med bungalows og markedsføres under betegnelsen boutique resorts. Hovedparten af de nyere resorts er fire eller femstjernede. Der en enkelte egentlige hoteller med højere bygninger helt ud til strandfronten, men ellers er hotelbygningerne trukket noget tilbage og strandfronten domineret af de typiske bungalows mellem kokosnøddepalmer. Mange lokale har et mindre antal bungalows til udlejning, hvilke er en mulighed, hvis man ikke har behov for hotel faciliteter eller ønsker et længevarende ophold. Samui har også et stort antal villaer, adskillige meget luksuriøse, som kan lejes for kortere eller længere varighed.
- Chaweng Beach
- mod øst er det største turistområde med en fem kilometer lang strandtange, domineret af resorts. Bag hotellerne ligger en lang strandgade med restauranter og forretninger, her findes tillige det meste af øens natteliv. Strandtagen afgrænses på landsiden af den store Chaweng Sø og bag denne løber hovedvejen, ringvejen rundt om øen. Dette område kaldes også Chaweng, selv om det er et par kilometer fra stranden. Her ligger et par store shopping centre og tre internationale hospitaler. Den sydligste del af stranden, tæt på ringvejen, hedder Chaweng Noi (Lille Chaweng).
- Lamai Beach
- ligger syd for Chaweng, adskilt af en klippestrækning. Det er en fire kilometer lang østvendt sandstrand med resorts. Bagved ligger en strandgade med foretninger, restauranter og nogle barer, samt en lille gågade med aftenmarked.

- Maenam Beach (Mae Nam Beach)
- ligger mod nord i en fire kilometer lang hesteskoformet bugt med udsigt til naboøen Koh Phangen. Stranden kendetegnes ved de mange femstjernede resorts og for at være meget rolig. Den engelske avis Sunday Herald Sun havde Maenam Beach med på listen over Asiens 10 bedste strande.[41].

- Bophut Beach (Bo Phut Beach, Bor Phood)
- mod nord er en omkring to kilometer lang bugt med flere strandhoteller, dog mest kendt for Fisherman's Village (Fisherman Village), som er en enkelt gade helt ud til stranden. Fiskerbyen domineres af autentiske gamle thai-træhuse, hvor mange i dag fungerer som trendy restauranter. Der afholdes et ugentligt aftermarked i gaden.
- Bang Rak
- er bugten efter Fisherman Village og strækker sig et par kilometer ud til Big Buddha. Her ligger et antal mindre resorts mod stranden, samt tre anløbsbroer for bådforbindelser til de omkringliggende øer. Der er en del restauranter og nogle barer på strandvejen.

- Tong Son, Tong Sai, Choeng Mon og Lame Son
- er mindre strande helt mod nord og nordøst i et forholdsvis nyudviklet, meget roligt turistområde med adskillige store luksusresorts.
- Lipa Noi og Taling Ngam
- er strandene mod vest, såkaldte sunset beach, med udsigt til øhavet. Et roligt og stadig forholdsvis ubebygget område med enkelte resorts. Mellem de to strande ligger det ene af øens to færgelejer med forbindelse til fastlandet. Nord for strandene ligger hovedbyen Nathon, hvor der er shopping muligheder.

Havhvepse / Box Jellyfish

- kan forekomme i regntiden i havet omkring Koh Samui og naboøerne (Koh Phangan og Koh Tao), det er især ved stille hav i perioden med megen nedbør (typisk juli til oktober, evt. til begyndelsen af januar), at Box Jellyfish-arten Chironex kommer tæt på kysten. Det er en af, hvis ikke verdens mest giftige skabning, og der er rapporteret om enkelte dødfald, senest i oktober 2015. Advarselsskiltning har hidtil været mangelfuld, men ses et hjemmelavet eller primitivt skilt på stranden, skal det tages ganske alvorligt. Man er begyndt at opsætte eddike depoter enkelte steder, da vineddike er eneste kendte effektive førstehjælp, og man må aldrig forsøge at trække goblens fangarme af, da de i så fald vil skyde mere gift ind i ofret - et kreditkort (plastikkort) siges at kunne bruges til at skrabe fangarme af, efter der er hældt eddike på. Nødhjælp (ambulance) bør straks tilkaldes ved alvorlige angreb. Svømmere kan med fordel beskytte sig ved at anvende 1 mm. tyk heldragt.

### Shopping
Der adskillige muligheder for shopping.
- Daglivarer
Daglige fornødenheder kan normalt købes i nærområdet i de typiske lokale forretninger, som kan være en oplevelse at handle i. Døgnåbne småmarkeder af 7-Eleven-type er spredt over hele øen, fire forskellige kæder har tilsammen omkring 200 forretninger, så ofte er der i de befolkede områder kun er få hundrede meter mellem hver.

- Shopping centre
I Chaweng Beach findes midt på hovedgaden en større nyåbnet Central Festival shopping arkade. I Chaweng (Bo Phut) findes ud til ringvejen to større shopping centre, Lotus's og Bic C, samt et Makro en-gros center. I Lamai findes et mindre Lotus's-center samt Makro.
- Mærkevarer
Der findes eksklusive mærkevareforretninger i shoppingcentre og på strandgaden i Chaweng, hvor man kan være sikker på, at købe den ægte vare.
- Souvenirs
Strandgaderne i Chaweng og Lamai, samt havnebyen Nathon, har et rigt udvalg af boder og forretninger med souvenirs, tøj osv. Her tilbydes også mange af de såkaldte kopivarer. Man kan ofte prutte om prisen (handle prisen ned), der i mange tilfælde er sat lidt højt.

- Lokale markeder
Det er en oplevelse at besøge et af de lokale markeder. Her er priserne normalt den samme som de lokale betaler, men man kan alligevel godt forhandle, hvis man køber flere varer, for eksempel tøj. Der er også et rigt udvalg af lokale madspecialiteter på markederne.
 Flere af turistbyerne har indført eftermiddags- og aftenmarked, som kaldes Walking Street, hvor en gade afspærres og omdannes til markedsplads. Det er hver aften, undtagen torsdag, i Fishermen Village (Bo Phut), og et mindre marked hver aften i Lamai. Desuden er der et omrejsende aften- og tempelmarked, hvor der foruden mad- og varesalg samt ofte lidt børneaktiviteter, også er levende musikunderholdning med thai-pop og coyotedans på en større scene.
Tillige findes der i flere byer et lokalt marked, nogle steder opdelt som morgenmarked og aftenmarked, hvor der primært sælges ferske fødevarer, grønt of frugt samt friskfangede fisk.
- Optiker
Der er adskillige optikere på strandgaderne i Chaweng Beach, Lamai og Maenam, foruden i Lotus's-centret (Bo Phut).
- ATM-maskiner (hæveautomater)
Pengeautomater (ATM, Automatic Teller Macine) findes, foruden ved banker, spredt over hele øen, i shoppingcentre og foran stort set alle døgnåbne minimarkeder. Danske Visa- og MasterCard kan benyttes mod et gebyr.

### Aften og natteliv
- Restauranter
Hvis man har tillid til Condé Naste Travellers læsere, så kan man godt regne med, at Koh Samui er verdens bedste ø, når det gælder madoplevelser[45]. Der er et utal af spisesteder i alle prislag. På de fleste strande findes beach front restauranter, nogle med servering på selve stranden, og på strandgaderne i Chaweng, Lamai og Fisherman Village (Bo Phut) er der et stort udvalg. Der er også en del i Bang Rak og langs vejen på klippestrækningen mellem Chaweng og Lamai. Søger man eksklusive gastronomiske oplevelser, vil det være en fordel at orientere sig i en af øens flere gratis guide-hæfter, som forefindes i lufthavn og på de fleste resorts.
- Traditionel thai-dans
Nogle af gourmet-restauranterne byder på underholdning med traditionel thai musik og dans. Er der tempel-marked, vil der normalt være traditionel thai-dans og musik på scenen tidligt om aftenen. Ofte inkluderes en klassisk folklore sketch.
- Caféer og pub'er
Hovedsageligt i Chaweng Beach findes en række caféer, især målrettet det yngre publikum og ofte med musikunderholdning. Desuden på Bo Phut-stranden ved Fisherman Village.

- Cabaret
I Thailand er cabaret blevet en typisk del af lokalkulturen. Forbilledet er fransk eller europæisk stil, men til forskel herfra, så er alle medvirkende mænd – overvejende de, som i Thailand kaldes for third gender (transseksuel) eller på thai: Katoy, også kaldet ladyboy. Der findes to Cabaret Show på strandgaden i Chaweng, Moulin Rouge (tdl. Christy's Cabaret) og Starz Cabaret, samt en mindre cabaret i Lamai.
- Musik
Flere pubs og restauranter i såvel Chaweng som Lamai, byder på levende musikalsk underholdning, oftest et pop- eller rockband. Der afholdes desuden en ugelang årlig international jazz festival.

- Dansesteder, diskoteker og natkluber
I kvarteret soi Green Mango ved hovedgaden i Chaweng Beach ligger flere dansesteder og natklubber, hvor Green Mango er det ældste og mest kendte. Andre er Hush og Sound Club. Diskoteker og natklubber er åbne fra omkring kl. 22 til ud på natten. Stilen er Dance, Hiphop, Tech-dance og house.

- Parties
Siden 'hippie-invasionen' afholdes der jævnligt parties (fester). Mest kendt er det månedlige Full Moon Party (Fuldmånefest), hvor der kommer mellem 10.000 gæster og til 30.000 i højsæsonen (nogle presse-kilder har nævnt op til 50.000, hvilket ifølge lokale beboere nok er i overkanten). Det afholdes dog ikke altid netop fuldmåne-natten, da det ofte må flyttes en dag på grund af de religiøse Buddha-dage. Det originale Full Moon Party afvikles på Haad Rin-stranden på naboøen Koh Phangan, men mange gæster sejler derover fra Koh Samui om aftenen. Adskillige speedbåd operatører sejler i pendulfart hele aftenen og natten. Der afholdes ofte Black Moon Party ved nymåne på Samui. Der er flere strandfester, såkaldt Beach Party, hvor Ark Bar Beach Club på Chaweng-stranden er mest kendt. Andre steder på øen afholdes med mellemrum forskellige fester. Nogle af de større resorts arrangerer ofte en ugentlig fest-aften for gæsterne, hvori kan indgå Fire Show (jongleren med fakler) og anden underholdning, for eksempel traditionel thai dans og musik.
- Lokale thai-steder
Man kan som turist godt besøge et af de lokale steder, hvor thaierne går ud, for eksempel Old School Bar og Ma-ha-te ved Chaweng-søen, men det kan være en lidt anderledes oplevelse end de vestligt prægede dansesteder, ofte underholder et højtspillende thai pop- eller rockband. Også de omrejsende aftenmarkeder byder på underholdning, hvor der ud på aftenen leveres thaipop fra secenen af et band og normalt flere sangere, typisk flankeret af fire coyote-dansere (dansepiger). Man kan som udlænding roligt vove sig ud blandt de lokale dansende foran scenen, der altid smilende glæder sig over, at de fremmede vil integrerer sig.

- Thaiboxing
I Chaweng findes to stadion med professionel Thaiboxing (Muay Thai). I Lamai afholdes et mere underholdningspræget boksestævne på torvet hver lørdag aften fra kl. 22:30. Man bør møde noget før for at være sikker på plads og huske respektfuldt at rejse sig, når kongehymnen afspilles før kampstart. Selv om der bokses om penge (professionelt) er deltagerne mere uøvede. Hver anden kamp er ladyboxing. Det kan være ganske underholdene at overvære og der er fri entre, baseret på køb af drikkevarer fra barerne omkring bokseringen.
- Beer Bars
Der er nok lidt færre såkaldte Beer Bars – barer med værtinder, også kaldt for lady bar – på Koh Samui end de fleste andre thailandske turist destinationer. Flest findes i Lamai, spredt langs hele strandgaden og nogle sidestræder, samt på torvet. Der er også nogle barer langs strandvejen i Bang Rak og enkelte på ringvejen i yderkanterne af Maenam-bugten. I Chaweng er der to mindre bar-områder, koncentreret i soi Reggae på halvøren i Chaweng-søen og soi Green Mango i diskoteksområdet, hvor der også findes enkelte mindre, såkaldte go-go bar.

## Hospitaler
Koh Samui har seks hospitaler, fem private og et offentligt. Samui International Hospital i den nordlige ende af strandgaden i Chaweng Beach. Bandon Hospital på ringevejen i Bo Phut, nær ved BigC og lidt vest for BigC det i 2023 nyåbnede Wattanapat Hospital Samui. Thai International Hospital på ringvejen i Chaweng, Bo Phut, over for Tesco-Lotus. Bangkok Hospital Samui på ringvejen i Chaweng Noi. Gouvernment Hospital (offentligt) ligger i Nathon. Desuden findes en lang række klinikker og adskillige apoteker, hvor enkelte har døgnåbent. Der findes indtil flere tandklikker i de fleste af turistområderne. Hospitalerne har hver deres egen ambulance service, mens Samui Rescue, der er en frivilling organisation, har radiodirigerede ambulancer, fordelt over hele øen.

## Samui som fast bopæl
Der er mange udlændinge, såkaldte expats, som har bosat sig på Koh Samui. Nogle har valgt en professionel karriere med job eller som selvstændig, andre har valgt at tilbringe deres pensionist otium på øen. Nogle opholder sig under familiesammenførings regler og enkelte har tilladelse til studieophold, typisk for at studere thaisproget. Man kan ikke opholde sig i Thailand ud over tre måneder (90 dage) uden en opholdstilladelse, der er en forlængelse af et non-immigrant visum. Der er forskellige kriterier, der skal opfyldes. For professionelt ophold skal man have en arbejdstilladelse, mens man som pensionist skal være mindst 50 år og økonomisk kunne forsørge sig selv. Udlændinge kan eje en lejlighed, hvis 51% af ejerne i komplekset er thaiere. Udlændinge kan lovligt eje et hus, men ikke den grund, huset er bygget på, som derfor i nogle tilfælde lejes for en længere årrække, på op til 30 år. Der er noget litteratur tilgængelig om emnet på engelsk fra fx Paiboon Publishing.